# Сентябрьский номер
«Сентябрьский номер» (англ. The September Issue) — документальный фильм 2009 года об Анне Винтур, редакторе журнала мод Vogue. 

## Сюжет
Основной акцент сделан на процессе подготовки сентябрьского номера Vogue в 2007 году, который стал самым толстым глянцевым журналом из ранее изданных номеров — состоял из 840 страниц и весил около 2 кг. В фильме подробно отражены основные стадии подготовки журнала к выпуску: выбор рубрик, модных тенденций и аксессуаров, съёмки фотоматериала, фотосессия для обложки, отбор окончательного материала. Также в фильме присутствуют фрагменты совещаний Анны Винтур с инвесторами Condé Nast International. 
Для сюжетной линии были использованы элементы противостояния между Анной Винтур и её правой рукой, креативным директором и стилистом Грейс Коддингтон. Это единственный человек в команде Vogue, который уверенно спорит с Анной Винтур, хотя и признаёт её талант. Анна, в свою очередь, восхищается профессионализмом Грейс. Они пришли в Vogue в один день, и, возможно, это сближает их и одновременно заставляет держать друг друга в напряжении. Винтур выступает в картине в разных ипостасях: самой влиятельной персоной в мире моды, критикующей внешность и состояние волос сентябрьской девушки с обложки Сиенны Миллер, заботливой мамой, покровителем молодых талантов в fashion-индустрии.

## В ролях

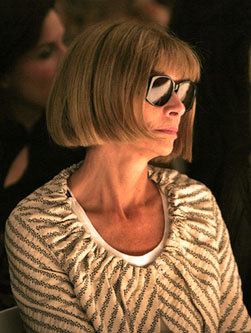
Анна Винтур (2005), главная героиня

- Анна Винтур
- Грейс Коддингтон
- Сиенна Миллер
- Марио Тестино
- Патрик Демаршелье
- Оскар де ла Рента
- Джон Гальяно
- Жан-Поль Готье
- Такун Паничгул
- Стефано Пилати